# Fort Manoel

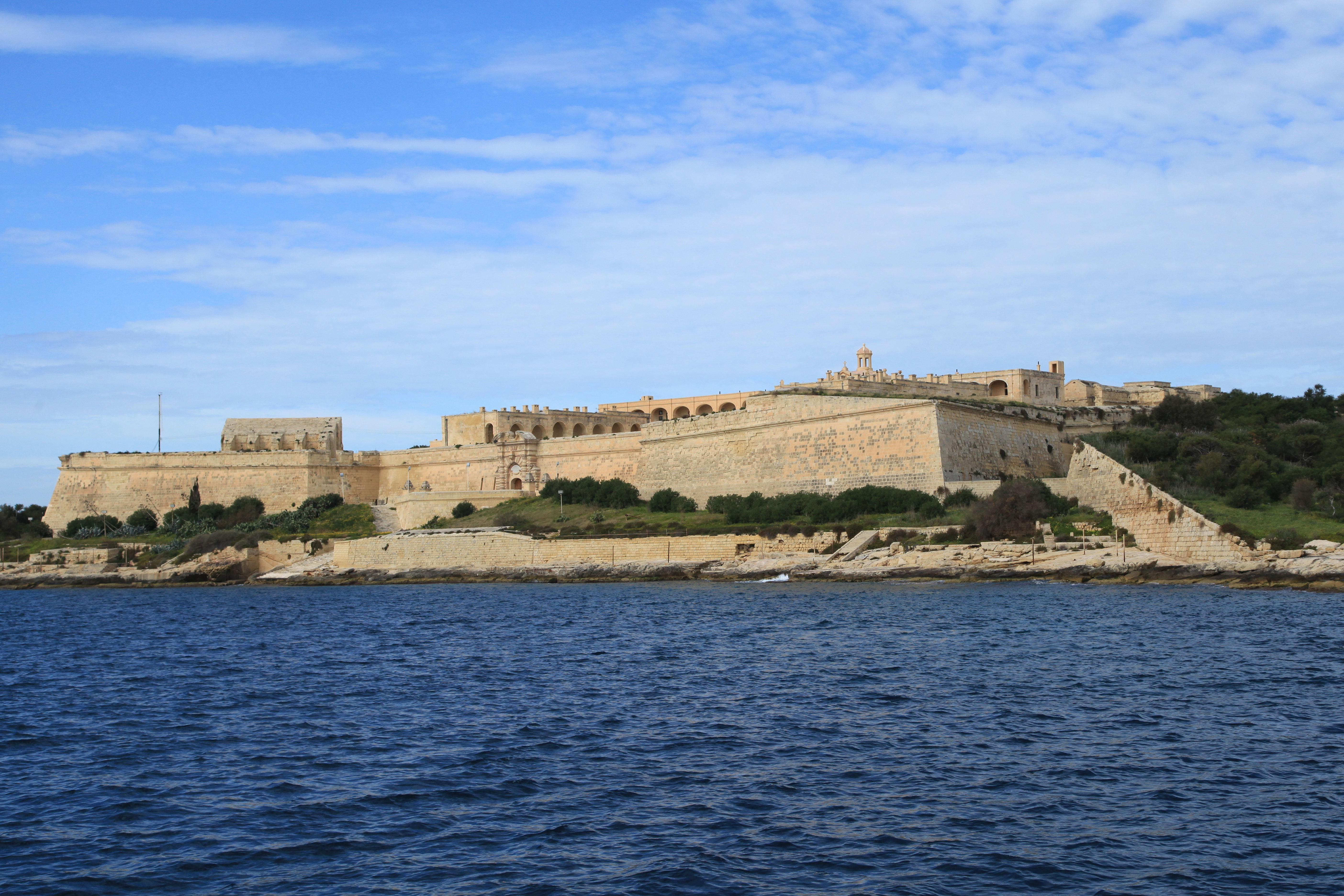
Fort Manoel vanaf de zee bekeken.

Fort Manoel (Maltees: Forti Manoel of Fortizza Manoel) is een fort op Manoel Island in Gżira, Malta. Het fort is noordwestelijk gelegen van Valletta.

## Geschiedenis
In de 16de eeuw was de Marsamxett Haven een van de twee belangrijke havens van de nieuwe stad Valletta. In het centrum van de haven lag het Manoel Island, zoals we het hedendaags kennen. Het eiland vormde een zwakke plek in de verdediging van het gebied en er werden indertijd verschillende voorstellen gedaan voor de bouw van een nieuw fort. In 1569 werd een eerste fort op het eiland gebouwd. Dat bleek echter niet voldoende en gedurende de eeuw die volgde werden er verschillende voorstellen gedaan voor de bouw van een nieuw fort, onder andere door Carlos de Grunenbergh. Uiteindelijk werd er in 1723 een definitief plan voor een fort gemaakt door Charles François de Mondion.
Het plan werd goedgekeurd en gefinancierd door grootmeester Antonio Manoel de Vilhena en nog datzelfde jaar werd er begonnen met de bouw. De complete bouw van het fort nam in totaal tien jaar in beslag. In 1757 werd een batterij kanonnen aan het fort toegevoegd. Het fort hield stand tijdens de Franse inname van Malta in 1798 tijdens de Tweede Coalitieoorlog. Het fort gaf zich pas over na de overgave van grootmeester Von Hompesch. Tijdens de Maltese opstand die volgde werd Fort Manoel onder schot genomen door de opstandelingen.
In 1800 kregen de Britten het fort in handen. In 1906 werd het fort ontmanteld door hen, maar het werd weer in gebruik genomen tijdens de Tweede Wereldoorlog. De definitieve ontmanteling volgde in 1964. In 2001 begon men met de restauratie van het fort dat in de voorgaande decennia in verval was geraakt.

## In populaire cultuur
- Het fort is als filmlocatie gebruikt voor verschillende films, zoals onder andere Game of Thrones en Risen.